# 三星Galaxy Express
Samsung Galaxy Express是韓國三星電子於2013年3月所推出的一款中階智慧型手機，可以使用長期演進技術網路，有更多的功能，例如4G LTE、NFC。它還具有一個更大的4.5英寸的Super AMOLED Plus屏幕，並保留所有Samsung Galaxy S III具有的功能。